# Militärpolisen i Sverige

Militärpolisens vapen sedan 2017.

Militärpolisen i Sverige är en specialiserad enhet inom Försvarsmakten. Militärpolisen ansvarar för att upprätthålla ordning, säkerhet och rättsverkställighet inom Försvarsmaktens verksamhet. Uppgifterna omfattar bland annat bevakning av militära anläggningar, utredning av brott inom myndigheten samt säkerhetsåtgärder vid internationella insatser.
Tidigare benämndes verksamheten som fältpolis. Sverige har aldrig haft gendarmeriförband.

## Organisation
Militärpolisverksamheten inom Försvarsmakten leds från Livgardet i Kungsängen. Där finns Försvarsmaktens militärpolisenhet (FM MPE), som ansvarar för all utbildning av militärpoliser i Sverige.
Försvarsmakten har två militärpoliskompanier:
- 14. militärpoliskompaniet (14. MPkomp)
- 15. militärpoliskompaniet (15. MPkomp)

Båda kompanierna är baserade vid Livgardet. Militärpoliser tjänstgör även vid andra förband och på flera orter i landet.

### Trafikförband
Militärpolisen ansvarar också för trafikövervakning inom Försvarsmakten.
Det finns särskilda trafikförband, till exempel:
- MOVCON-plutoner vid Göta trängregemente (T 2)

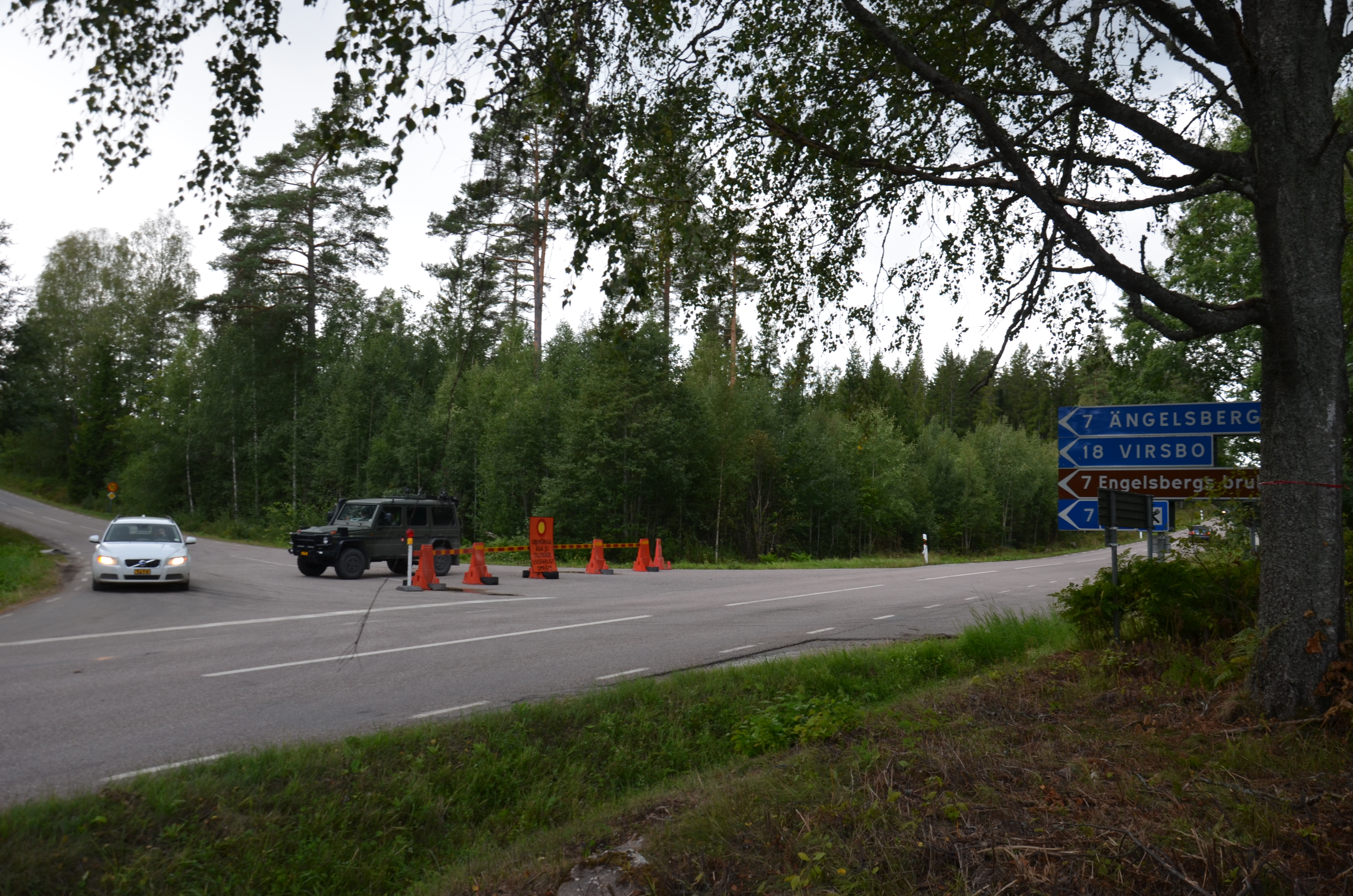
Militärpolisspärr vid Hästbäck under Skogsbranden i Västmanland 2014.

- Trafikplutoner inom Hemvärnet[2]

## Uppgifter
Militärpolisens huvudsakliga uppgift är att upprätthålla allmän ordning och säkerhet inom Försvarsmakten samt att bistå andra förband vid insatser. Bland de konkreta arbetsuppgifterna finns hantering av frihetsberövade personer, kriminalunderrättelsetjänst, personskydd, trafiktjänst och att bistå vid brottsutredningar. Militärpolisförband tjänstgör även i internationella insatser.

## Befogenheter
Militärpolisens befogenheter regleras i en särskild förordning. Dessa befogenheter motsvarar i stort sett dem som gäller för civil polis, men gäller endast inom Försvarsmaktens verksamhetsområde, det vill säga myndighetens personal, materiel och områden.
I vissa fall kan officerare i bevakningstjänst vid militära förband ha befattning som militärpolis, vilket ger utökade befogenheter vid ordnings- eller säkerhetsstörningar.
Utbildning till militärpolis ges vid polisprogrammet vid Linnéuniversitetet i Växjö.

## Rättsliga begränsningar
Justitieombudsmannen (JO) Per Lennerbrant har granskat militärpolisens roll vid brottsutredningar inom Försvarsmakten. JO har funnit att militärpolisen saknar lagstöd för att bedriva brottsutredande verksamhet. Att utreda brott ingår inte i militärpolisens uppgifter och det finns inget författningsstöd som ger militärpolisen rätt att bistå i brottsutredningar.
En tidigare överenskommelse mellan Försvarsmakten, Polismyndigheten och Åklagarmyndigheten om att militärpolisen kan bistå vid brottsutredningar saknar enligt JO rättslig grund och ska därför inte tillämpas.
JO framhåller även att regleringen av behörighet som polisman i dag sker på för låg nivå och anser att denna fråga bör regleras i lag.

## Internationell tjänstgöring
Svenska militärpoliser i internationell tjänst kan ingå i svenska insatser inom ramen för FN- eller NATO-operationer. Sådana militärpolisers huvuduppgift är att upprätthålla allmän ordning och säkerhet inom ingående militära förband. Militärpoliser i internationell tjänst är antingen grundutbildade inom Försvarsmakten eller av civil polismyndighet.

### Äldre tider
I äldre tiders svenska krigsmakt utfördes polisiära uppgifter av profosser, som övervakade ordningen inom läger och förläggningar, beivrade militära brott och verkställde militära straff, ofta i form av kroppsstraff.  
Högst bland profosserna stod generalprofossen, som under 1600- och 1700-talen kallades generalgevaldiger, och hade både polis- och åklagaruppgifter. Från 1798 övertogs åklagaruppgifterna av krigsfiskaler. Under generalprofossen lydde regementsprofosser och kompaniprofosser, ibland kallade faneprofosser. När armén låg i fält ansvarade fältgevaldiger för ordningen och rapporterade till kommendanten.
Under 1800-talet minskade profossernas betydelse och deras uppgifter övertogs gradvis av väbeln. Väbeln förekom redan på 1500-talet som benämning på den underofficer som hade ansvar för ordningen inom fänikan. Efter Karl XII:s död drogs befattningen in men återupprättades flera gånger och blev från 1833 permanent. Långt in på 1900-talet ansvarade regementsväbeln för arrestlokaler, tillsyn av marketenterier och disciplin, och tog därmed över många av profossens tidigare uppgifter.

### 1900–1939
År 1914 infördes ett reglemente för krigspolis i armén, och marinen fick motsvarande regler 1927. Trots detta bildades ingen fast militärpolisstyrka under perioden. Under första världskriget kallades civil polispersonal in vid behov, men särskild utbildning gavs inte.

### 1940–2009
Under andra världskriget organiserades särskilda fältpolisförband, efter att ett nytt reglemente införts 1940. Utbildningen bedrevs på hemliga orter och det första fältpoliskompaniet bestod av militärer med polisbakgrund. Efter krigsslutet hölls utbildningen vid Svea livgarde (I 1), K 1 och K 3, och samlades efter några år till I 1 med slutövningar i Rommehed. Fältpolisskolan grundades vid I 1 år 1955, men flyttades stegvis till Skövde (K 3) under slutet av 1950-talet. Från 1960 skedde all utbildning där och årligen utbildades ett kompani om cirka 145 personer.
År 1964 infördes benämningen ”militärpolis” istället för ”fältpolis”. År 1975 flyttades utbildningen till Livgardets dragoner (K 1) i Stockholm. Under 1980-talet delades verksamheten i ordningstjänst (militärpoliskompanier) och säkerhetstjänst (militärpolisjägare), där den senare inriktades på sabotagebekämpning och skydd av strategiska mål. Under åren 1998–1999 startades militärpolisverksamhet inom marinen vid Älvsborgs kustartilleriregemente (KA 4) i Göteborg. År 2002 bildades MP01, det första beredskapsförbandet för internationella insatser, och 2004 omorganiserades säkerhetstjänsten under namnet MP-säk och blev del av Försvarsmaktens säkerhetsbataljon.

### 2010–
När värnplikten blev vilande 2010 upphörde värnpliktsutbildningen av militärpoliser. Militärpolisen omvandlades därefter till en helt yrkesbaserad organisation med anställd och kontrakterad personal. Idag består svensk militärpolis av två militärpoliskompanier och en säkerhetsbataljon, samtliga förlagda vid Livgardet. Militärpolisen har fått en utökad roll i internationella insatser och arbetar numera även mot nya hot, som cyberattacker och terrorism.